# Cromemco C-10

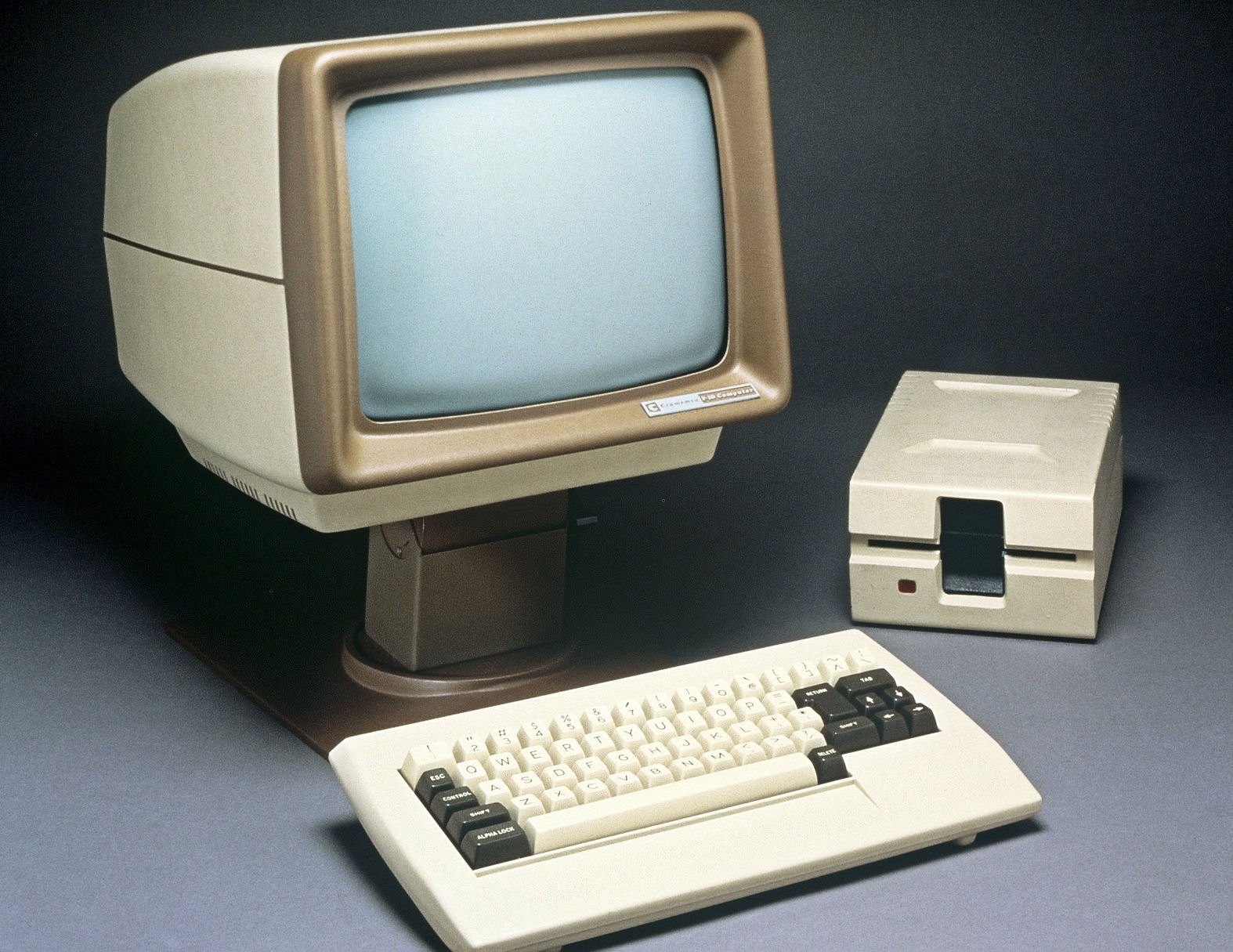
El Cromemco C-10 computador personal lanzado en 1982

El Cromemco C-10 era un computador personal basado en el microprocesador Zilog Z80A y lanzado por Cromemco en 1982.  El C-10 usó discos flexibles de 5 ¼ pulgadas para almacenar programas y datos. Era uno de los primeros computadores personales.

## Historia

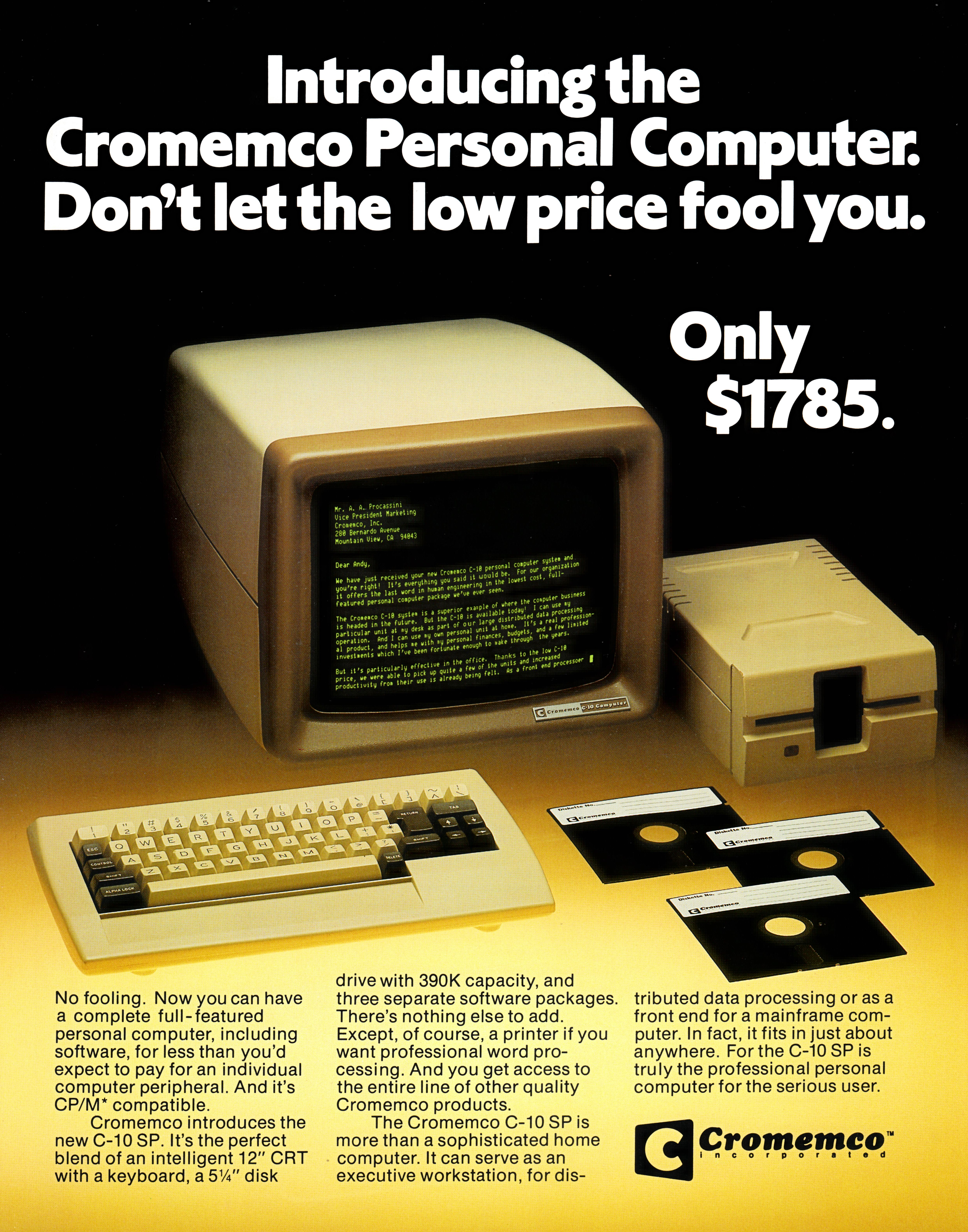
La publicidad de Cromemco C-10 en 1982

Cromemco, fundada por el Dr. Harry Garland y el Dr. Roger Melen, lanzó su primer microcomputador, el Cromemco Z-1, en 1976. Esto fue seguido por el lanzamiento del Cromemco Z-2 en 1977 y el Sistema Tres en 1978. Como acto seguido, Cromemco quiso desarrollar un microcomputador más asequible, un computador personal.
El nuevo computador personal de Cromemco se llamaba el Cromemco C-10. El Dr. Curt Terwilliger fue el director del desarrollo del hardware y Tom McCalmont fue el director del desarrollo de software para el C-10. 
Cromemco desarrolló un circuito integrado de aplicación específica de tecnología LSI (en inglés “Large Scale Integration”) para el C-10 con el fin de reducir los costos de producción y aumentar la fiabilidad del producto. Este circuito fue diseñado por el Ing. Ed Lupin de Cromemco, y el Ing. Boris Krtolica desarrolló el sistema operativo residente en ROM. El Cromemco C-10 fue lanzado en la National Computer Conference en Houston, Texas el 7 de junio de 1982.

## Especificaciones y evolución

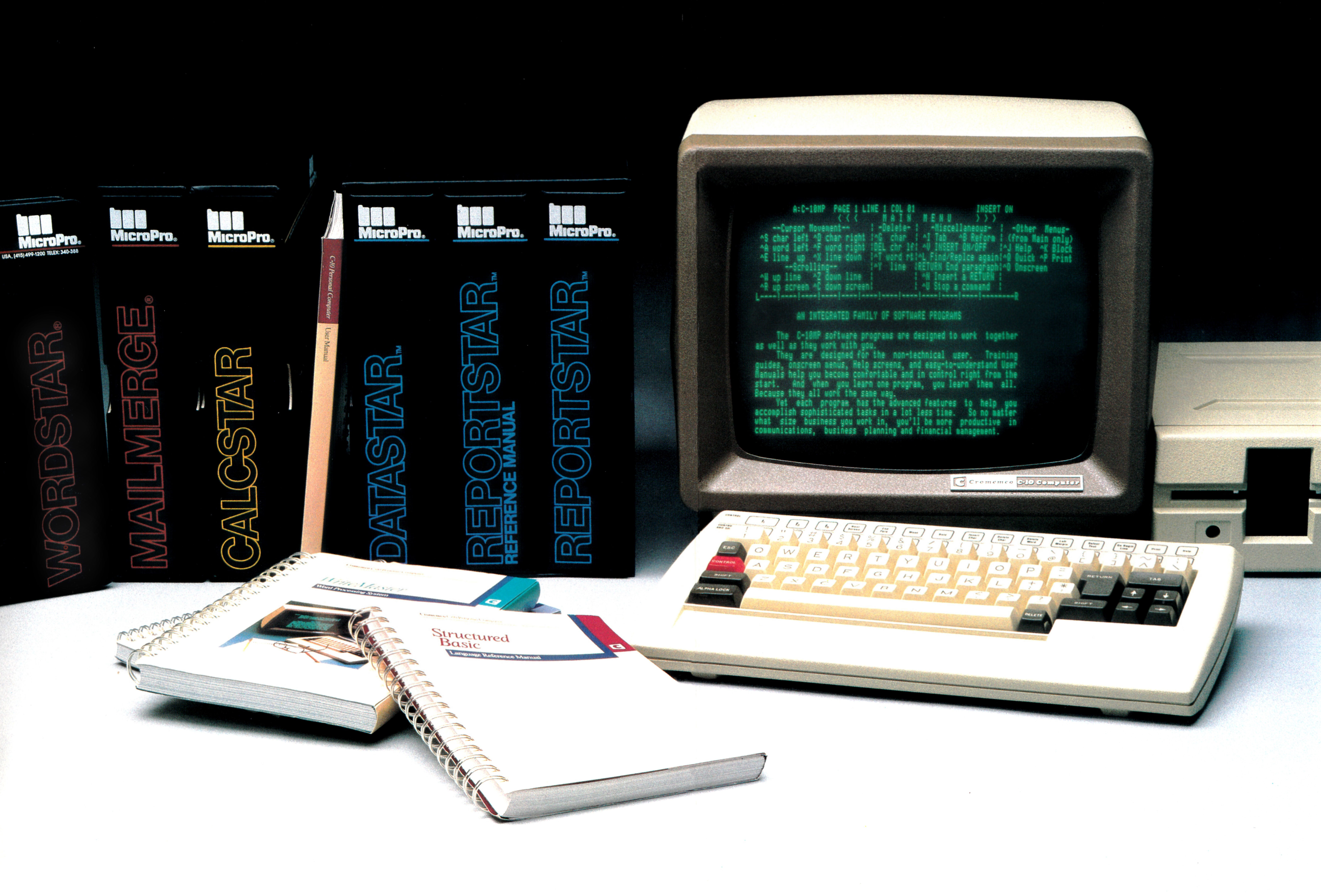
En 1983 Cromemco lanzó software de MicroPro para el C-10

El computador C-10 tenía un microprocesador Zilog Z-80A de 4 MHz, 64 KB de memoria RAM, y 24 KB de memoria ROM. Tenía una interfaz RS-232, y también tenía un puerto paralelo y un puerto serie para conectarlo a una impresora. El C-10 podía utilizar una o dos disqueteras para leer y escribir discos flexibles de 5 ¼ pulgadas. Cada disco flexible tenía una capacidad de 390 KB. También el C-10 tenía mucho software e incluía una hoja de cálculo, un procesador de texto, y el lenguaje de programación BASIC. El C-10 también podía utilizar una gran cantidad de software para el sistema operativo CP/M.
En 1983 Cromemco anunció un nuevo teclado para el C-10 con 20 teclas de función y un teclado numérico. También Cromemco anunció la disponibilidad de más software para el C-10, incluyendo el software para oficinas muy popular de MicroPro.

El Cromemco C-10 era muy popular en los primeros años después de su lanzamiento. Pero en 1984 IBM lanzó el  computador personal IBM PC-AT y causó un cambio fundamental en el mercado de computadores. Según Ángel Kuri Morales de Micromex, el distribuidor del C-10 en México, cuando el IBM PC-AT fue lanzado “El resultado fue espectacular. Las nuevas máquinas inundaron el mercado e hicieron obsoletos los sistemas basados en los Z80.” Cromemco continuaba la producción del C-10, pero IBM ganó la mayor parte de la cuota del mercado de los computadores personales.

## Instalaciones destacadas

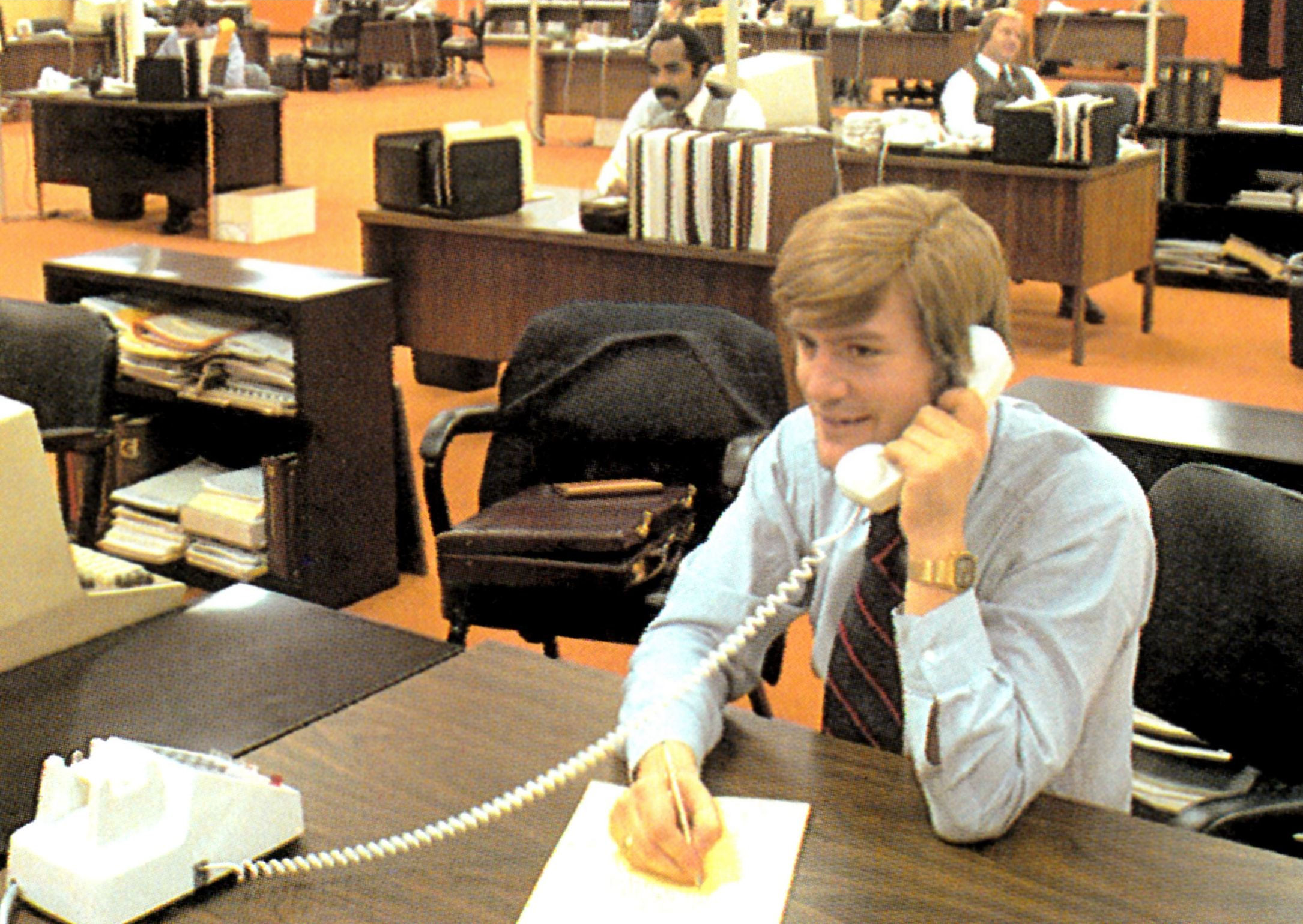
Dennis Leonard de Cromemco estableció una red de distribuidores a través de Sudamérica

En 1982, Darol Straub, profesor de Monroe High School en Monroe, Míchigan, comenzó a usar un Cromemco C-10 para enseñar ciencias de la computación a sus alumnos. Los temas de sus cursos incluyeron programación en lenguaje ensamblador, BASIC, FORTRAN, PASCAL, COBOL y C. Sus alumnos también realizaron proyectos en los campos de robótica, diseño gráfico, reconocimiento de voz y comunicación por fibra óptica. El computador C-10 usado en Monroe High School es notable porque se utilizó en la escuela secundaria por 26 años, desde 1982 hasta 2008.
El Cromemco C-10 fue fabricado por Cromemco en su planta en Silicon Valley y también por Micromex, bajo licencia de Cromemco, en su edificio de 9 pisos en la calle Maricopa e Insurgentes, en la zona sur de la Ciudad de México. Micromex tenía cerca de 350 empleados y desarrolló una red de subdistribuidores en toda la república mexicana y también en Colombia y Panamá. Arie Grapa de Micromex recuerda “Las primeras computadoras en México fueron las C-10 de marca Cromemco, fabricadas en México por Micromex en 1983-1984. Esto fue antes de que llegaran las PC a México.”
En Sudamérica los computadores C-10 de Cromemco se utilizaron como computadores independientes y también como terminales informáticos para computadores de Cromemco más grandes. Dennis Leonard, director de ventas de Cromemco, estableció una red de distribución de distribuidores independientes a través de Sudamérica.  El Cromemco C-10 fue distribuido por Persocom en Argentina, EPROM en Chile, Control Sistematizado en Colombia, y Infotron y Compusystems en Ecuador. En los ochenta en la recepción del espléndido Hotel Colón Internacional en Quito se encuentra un Cromemco C-10 instalado por Compusystems.

## Legado

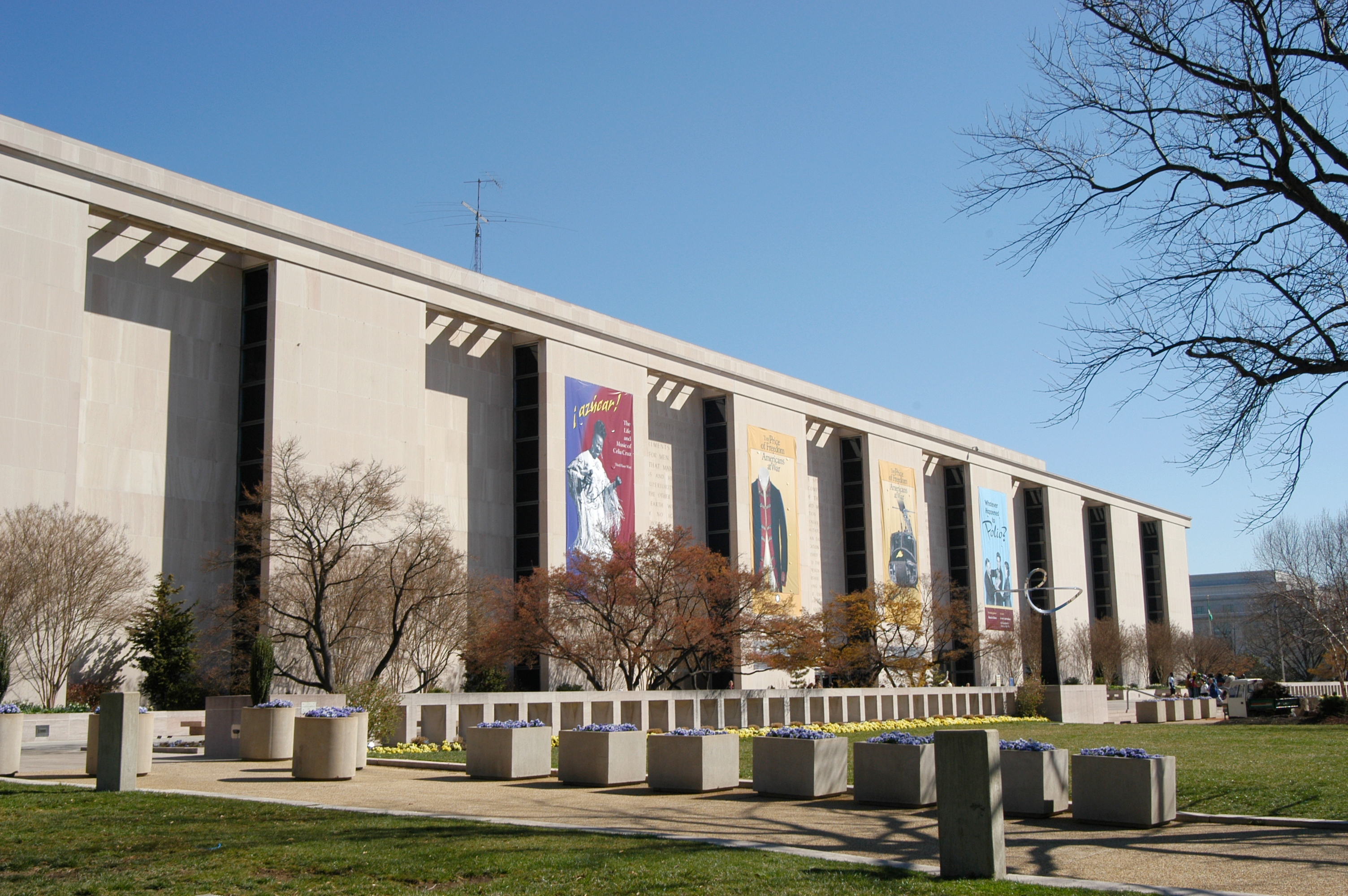
El Cromemco C-10 está en la colección del Smithsonian National Museum of American History en Washington D. C.

En 2018 el Cromemco C-10 que fue usado por 26 años en la escuela secundaria de Monroe, Míchigan fue aceptado en la colección del prestigioso museo Smithsonian. El C-10 fue donado por Adam Gagnon para honrar a Darol Straub, el profesor que usó el C-10 en sus clases, y para honrar a su hermano, Blair Gagnon, un estudiante de Darol Straub. Hoy en día el Cromemco C-10 está en la colección permanente del museo.